# Милан — Сан-Ремо 1949
40-й выпуск  Милан — Сан-Ремо — шоссейной однодневной велогонки по дорогам Италии. Гонка прошла 19 марта 1948 года в рамках Вызова Дегранж-Коломбо 1949. Победу одержал итальянский велогонщик Фаусто Коппи.

## Участники
По сравнению с прошлогодней гонкой на старт вышло на 28 спортсменов больше — 202 велосипедиста, при этом до финиша доехали 118 гонщиков (58 % от стартовавших).

## Маршрут
Старт гонки по традиции был в Милане, а финиш в Сан-Ремо. Гонщикам предстояло преодолеть один категорийный подъём — Пассо дель Туркино (протяжённость 3,7 км, градиент средний 3,7 % и максимальный 8 %). Протяжённость дистанции составила чуть больше 290 км.

## Ход гонки
Гонка стартовала в 08:24 утра с атаки Эрминио Леони и Фердинандо Теруцци. Но пелотон имел хорошую скорость и нагнав отрыв продолжил поддерживать высокий темп: у Павии (Pavia) — 46 км/ч, в Тортоне (Tortona) — 44 км/ч, в Нови (Novi) 43 км/ч, в Овада (Ovada) — 42 км/ч, на вершине Туркино — почти 41 км/ч.
Первым Пассо дель Туркино (Passo del Turchino) прошёл Гвидо де Санти, за ним на колесе держался двукратный победитель Париж-Рубе бельгиец Жорж Клас. Отрыв составлял 2 минуты 40 секунд от группы, в которой находились: итальянцы Винченцо Росселло, Недо Лольи, Вирджилио Салимбени, Альфредо Пазотти и швейцарец Фердинанд Кюблер. Двойка преследователей Фаусто Коппи и Фьоренцо Маньи проигрывали лидерам 3 минуты 20 секунд. Джино Бартали двигался в 3 минутах 40 секундах — его сдержал прокол.
На Варацце пелотон съел отрывы, и 70 гонщиков некоторое время шли одной группой. Атаку провёл французский гонщик Эдуард Фахлайтнер на Капо Меле (Capo Mele). Уйдя в отрыв в 45 секунд преимущества, он добрался до начала подъёма на Капо Черво (Capo Cervo). Следовавшая за ним группа имела следующий состав: итальянцы Фаусто Коппи, Вито Ортелли, Фьоренцо Маньи, Винченцо Росселло, Итало Де Дзан, Джино Бартали, Фермо Камеллини и француз Луисон Бобе.
До начала подъёма на Капо Берта (Capo Berta) гонщики находились в прежнем положении, но в подъём атаку провёл чемпион Италии Вито Ортелли, а на самом сложном участке подъёма вперёд вырвался Фаусто Коппи. Наращивая темп он опередил догоняющих на 4 минуты 17 секунд и в третий раз взял Милан — Сан-Ремо.

## Результаты
| \| Генеральная классификация \| Генеральная классификация \| Генеральная классификация \| Генеральная классификация \| Генеральная классификация \| \| Гонщик \| Гонщик \| Команда \| Время \| \| \| ------------------------- \| ------------------------- \| ------------------------- \| ------------------------- \| ------------------------- \| \| 1-й \| Фаусто Коппи \| Bianchi \| 7ч 22' 25 \| \| \| 2-й \| Вито Ортелли \| Atala \| + 4' 17 \| \| \| 3-й \| Фьоренцо Маньи \| Wilier Triestina \| + 4' 17 \| \| \| 4-й \| Итало Де Дзан \| \| + 4' 17 \| \| \| 5-й \| Винченцо Росселло \| Legnano-Pirelli \| + 4' 17 \| \| \| 6-й \| Эдуард Фахлайтнер \| \| + 4' 17 \| \| \| 7-й \| Фермо Камеллини \| \| + 4' 17 \| \| \| 8-й \| Эрнест Стеркс \| Alcyon-Dunlop \| + 5' 46 \| \| \| 9-й \| Морис Десимпелар \| \| + 5' 46 \| \| \| 10-й \| Сильвио Мартинелло \| \| + 5' 50 \| \| |                    |                  |           |
| |                    |                  |           |
| |                    |                  |           |
| Генеральная классификация |                    |                  |           |
| Гонщик | Гонщик             | Команда          | Время     |
| 1-й | Фаусто Коппи       | Bianchi          | 7ч 22' 25 |
| 2-й | Вито Ортелли       | Atala            | + 4' 17   |
| 3-й | Фьоренцо Маньи     | Wilier Triestina | + 4' 17   |
| 4-й | Итало Де Дзан      |                  | + 4' 17   |
| 5-й | Винченцо Росселло  | Legnano-Pirelli  | + 4' 17   |
| 6-й | Эдуард Фахлайтнер  |                  | + 4' 17   |
| 7-й | Фермо Камеллини    |                  | + 4' 17   |
| 8-й | Эрнест Стеркс      | Alcyon-Dunlop    | + 5' 46   |
| 9-й | Морис Десимпелар   |                  | + 5' 46   |
| 10-й | Сильвио Мартинелло |                  | + 5' 50   |